# Gian Francesco Gherardini
Il N. H. Gian Francesco Gherardini, marchese di San Polo d'Enza, Castelnovo di Sotto, Scurano, Bazzano e Pianzo, patrizio di Reggio e patrizio Veneto (Reggio nell'Emilia, 10 novembre 1838 – Reggio nell'Emilia, 18 novembre 1926), è stato un politico italiano.

## Biografia
Nacque a Reggio Emilia il 18 novembre 1838.  
Gian Francesco apparteneva ai nobili Gherardini di Montagliari, originari della Toscana. 
Fu sindaco di Reggio Emilia dal 1873 al 1881, dopo Luigi Ancini e Pietro Manodori. 
Divenne deputato nella XVI legislatura per il partito Moderato e successivamente senatore del Regno per nomina reale. 
Il Gherardini fu politicamente annoverabile tra i moderati e liberali, in linea con gli orientamenti della destra storica che condusse la fase risorgimentale. Durante il suo sindacato a Reggio Emilia si concentrò sul rigore economico (ottenendo il pareggio di bilancio per il Comune), l'efficienza dei servizi e lo sviluppo liberale dell'economia. 
Secondo gli storici era un «perfetto gentiluomo, colto, d'animo mite, amatore delle belle arti, della musica e dei cavalli, veniva a reggere il Comune in tempi sempre più difficili, assistito dal consiglio di Enrico Terrachini e di Gioacchino Paglia, vecchi moderati».
Giunto in Parlamento mantenne questa visione aggiungendovi un forte costituzionalismo. In coerenza alla tradizione politica della sua famiglia, si oppose alle nascenti esasperazioni nazionalistiche incarnate dai governi Crispi, soprattutto nelle ultime fasi, in cui emergevano forti venature conservatrici (anche in economia con l'uso dei dazi doganali) ed un crescente centralismo statale. Fu quindi una figura parlamentare di rilievo nell'opposizione anti-crispina. 
A Reggio Emilia fu presidente della Società delle Corse al trotto e della Società del Casino.
Morì a Reggio Emilia il 18 novembre 1926; lasciò la propria eredità al nipote Francesco Alberto.